# Сухопутные войска Венгрии
Сухопутные войска Венгрии (венг. Magyar Szárazföldi Haderő) — один из видов вооружённых сил Венгрии. 
Предназначены для решения совместно с другими видами вооруженных сил задач по обеспечению территориальной целостности и национального суверенитета государства, отражению возможной агрессии противника.

## История
На начало 1990-х годов Венгрия имела 1 345 основных боевых танков, 1 720 боевых машин пехоты (БМП) и бронетранспортёров (БТР), в основном советского производства.
В 1999 году страна вошла в НАТО и стала переходить на новые стандарты в области вооружений и организации армии, при этом сохранив на вооружении ту же советскую технику, сокращая её количество.

## Состав

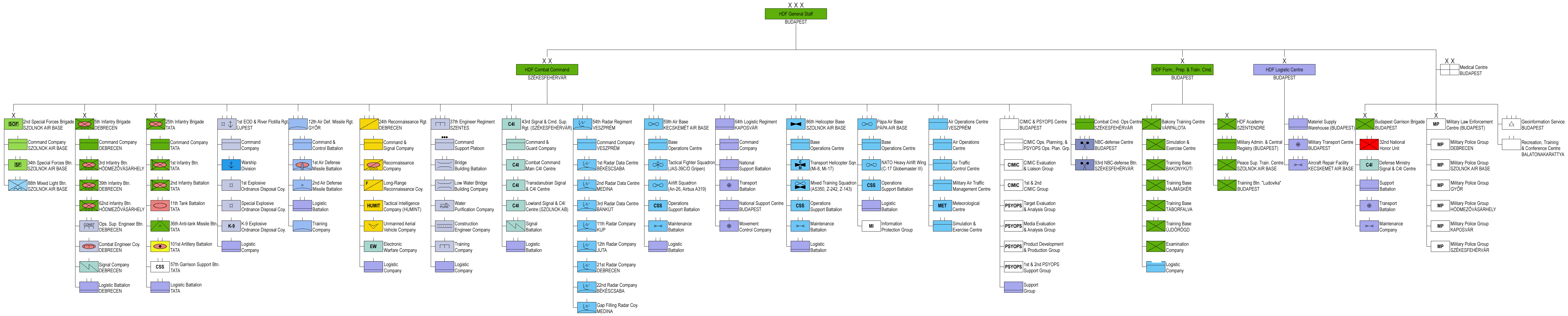
Структурная схема Вооруженных сил Венгрии.

Сухопутные войска включают: органы военного управления, 5-ю и 25-ю пехотные бригады (суммарно: 5 пехотных, 1 танковый и 1 лёгкий/разведывательной батальоны), 43-й полк связи и обеспечения управления, 64-й полк тыла, 37-й инженерный полк/батальон, 34-й батальон спецопераций, 93-й батальон РХБ защиты.
- 5-я пехотная бригада «Иштван Бочкаи» (Дебрецен)
  - Штаб и штабная рота (Дебрецен)
  - Рота связи (Дебрецен)
  - Инженерно-сапёрная рота (Дебрецен)
  - 3-й пехотный батальон (Ходмезёвашархей) (БТР-80)
  - 39-й пехотный батальон (Дебрецен) (БТР-80)
  - 62-й пехотный батальон (Ходмезёвашархей) (БТР-80)
  - 24-й разведывательный батальон (Дебрецен)
  - Операционный батальон инженерной поддержки (Дебрецен)
  - Батальон тылового обеспечения (Дебрецен)
- 25-я пехотная бригада «Дьёрдь Клапка» (Тата)
  - Штаб и штабная рота (Тата)
  - 1-й пехотный батальон (Тата) (БТР-80)
  - 2-й пехотный батальон (Тата) (БТР-80)
  - 11-й танковый батальон (Тата) (44x Leopard 2)[2]
  - 36-й противотанковый артиллерийский дивизион (Тата)
  - 101-й самоходный артиллерийский дивизион (Тата) (24x PzH 2000)[2]
  - Батальон тылового обеспечения (Тата)

## Вооружение и военная техника

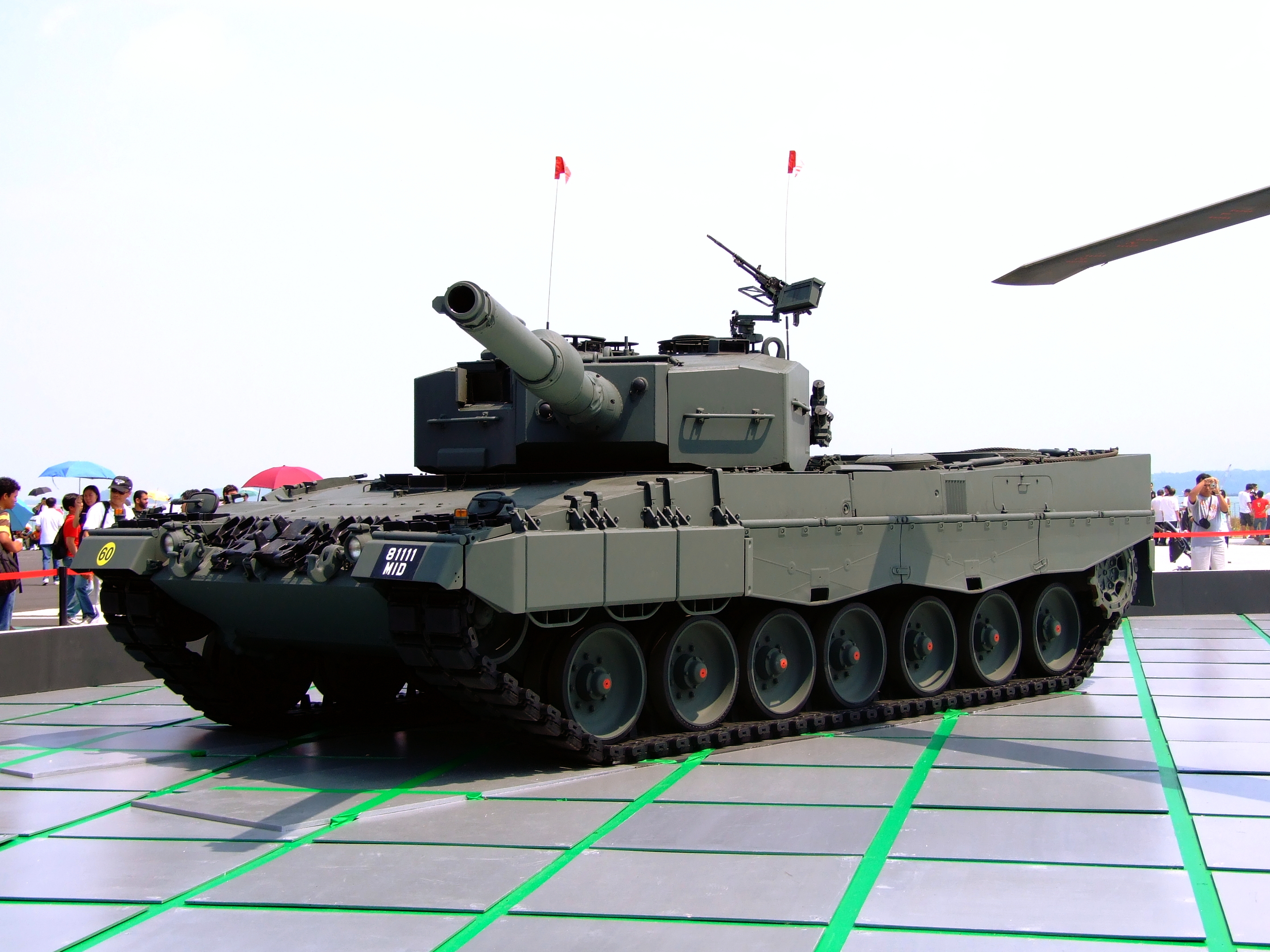
Leopard 2
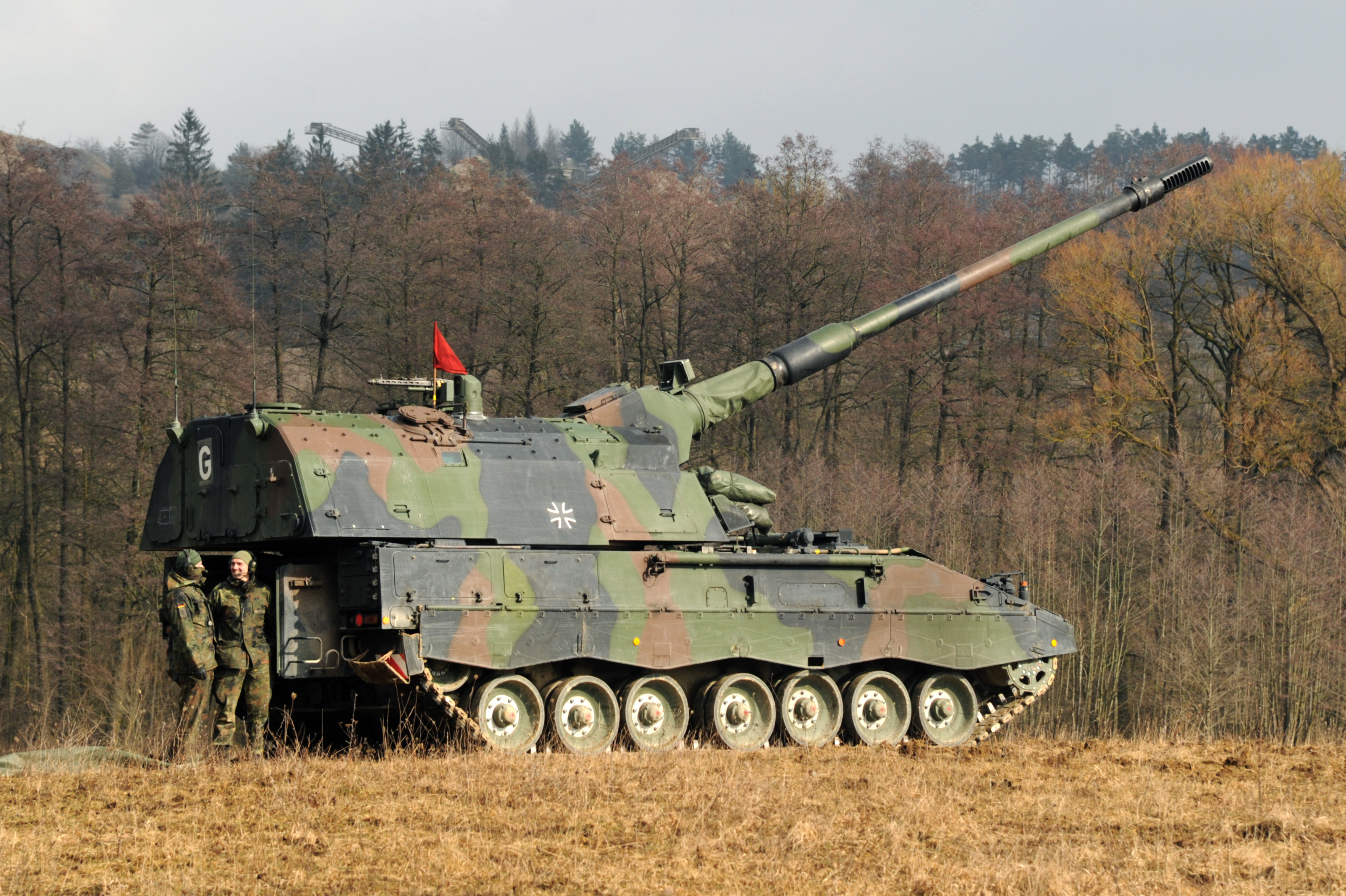
PzH 2000
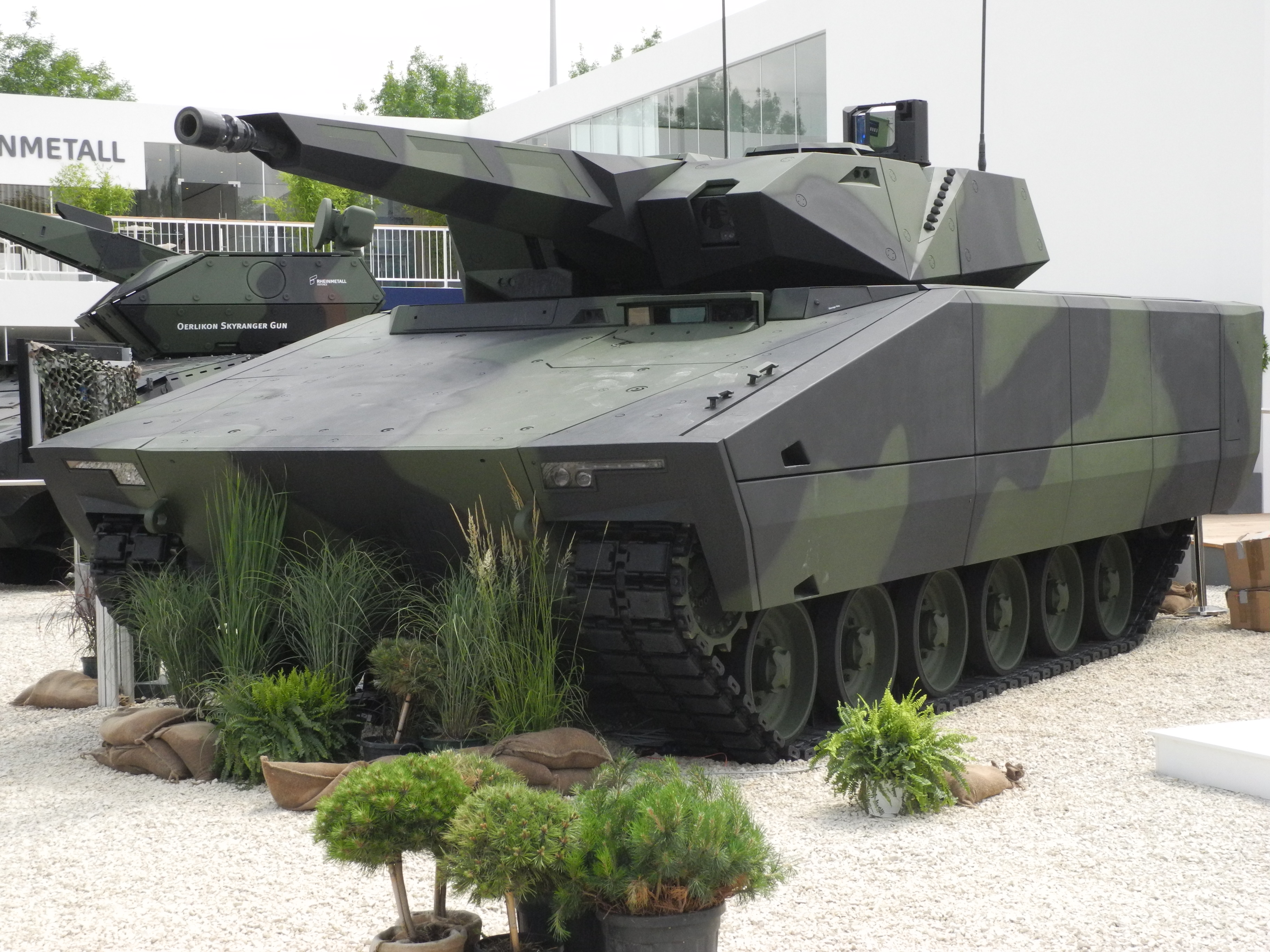
Lynx KF41
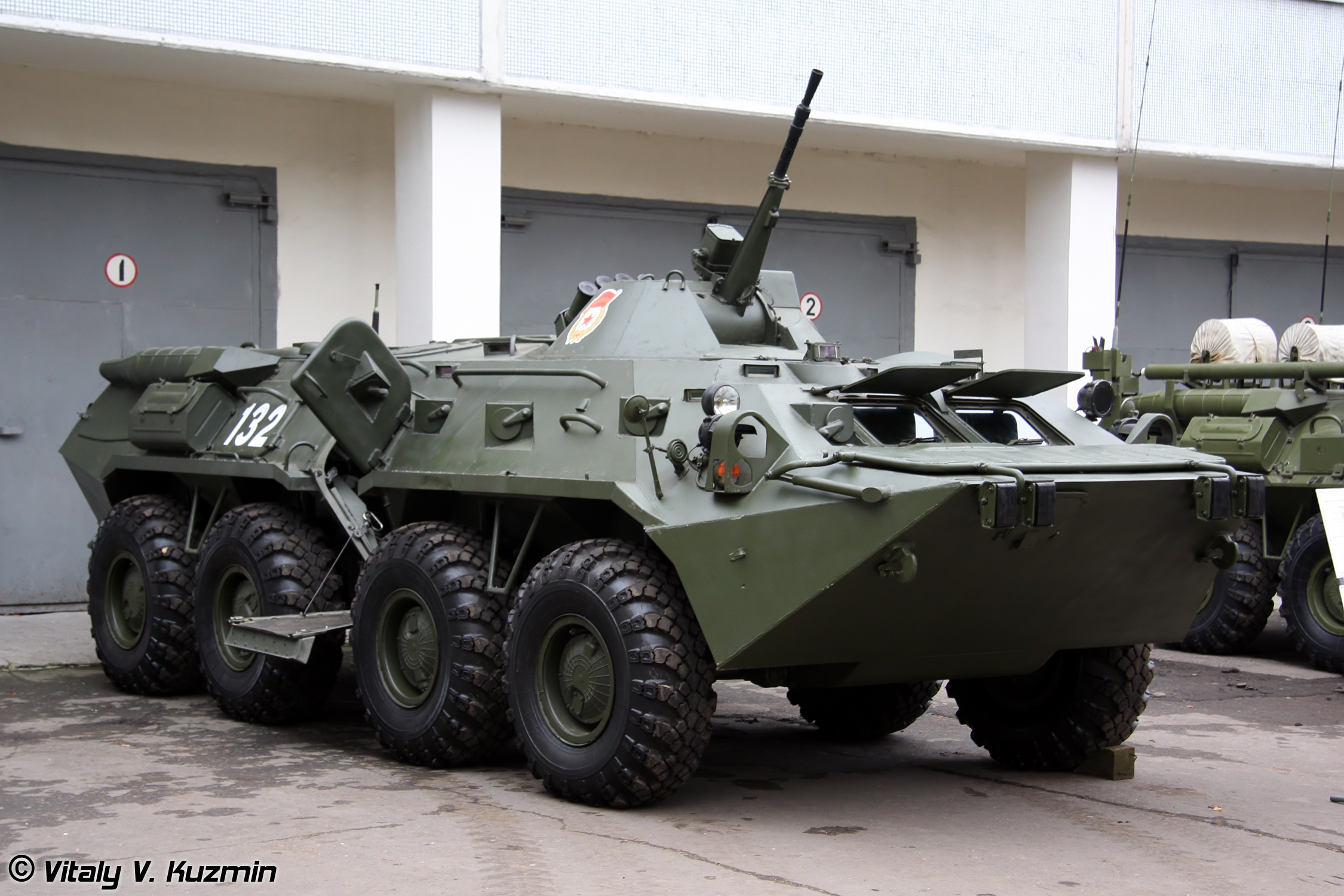
БТР-80